# 에두아르 은기렌테
에두아르 은기렌테(르완다어: Édouard Ngirente, 1973년 2월 22일~)는 르완다의 경제학자이자 정치인이다. 그는 2017년 8월 30일부터 르완다 총리로 재직 중이며, 르완다 대통령 폴 카가메에 의해 임명되었다.

## 경력
임명되기 전, 그는 여러 직책을 맡았다. 2017년에는 세계은행 이사 고문, 2011년부터 2017년까지는 세계은행 이사 고문으로 일했으며, 르완다 재무경제기획부의 선임 경제 고문, 재무경제기획부 산하 국가개발기획 및 연구 총국장을 역임했다. 또한 2010년까지 이전 르완다 국립 대학교 (현재 르완다 대학교)에서 수석 강사로 근무했고, 같은 대학 농업경제학과장을 지냈으며, 독립 컨설턴트 및 프로젝트 매니저로 활동했다. 은기렌테는 세계은행 재직 기간 동안 경제 연구에 적극 참여했으며, 르완다 농업 시장을 중심으로 지역별 시장과 경제적 도전에 관한 논문을 저술했다.

## 정치적 임명
은기렌테는 2017년 8월 30일, 아나스타세 무레케지의 후임으로 임명되었다. 그는 르완다의 제11대 총리가 되었으며, 1994년 투치족에 대한 집단학살 이후로는 여섯 번째 총리이다. 그는 2017년 르완다 대통령 선거 이후 폴 카가메 대통령에 의해 취임 선서를 한 여러 비정치인 인사들 중 한 명이었다.

## 정책들
은기렌테는 르완다 경제를 활성화하기 위해 연구 지원금 확대, 교통 인프라 확충, 교육 등 여러 부문에서의 정책 변화를 주도해 왔다. 또한 르완다 국민들에게 세금 납부와 환경 보호를 장려하는 캠페인들도 시작되었으며, 이는 경제적, 환경적으로 더욱 지속 가능한 미래를 구축하기 위한 목적이다. 르완다를 대표하는 공직자로서 그는 전 세계를 순방하며 외국인 투자를 유치하기 위한 활동을 펼쳐 왔으며, 아프리카 전역을 돌며 대륙 차원의 가족계획 정책을 옹호하기도 했다.